# The Damned United
The Damned United är en brittisk dramafilm om fotboll från 2009 regisserad av Tom Hooper. Manus är skrivet av Peter Morgan vilket är baserat på David Peace bästsäljande bok The Damned Utd som är en dramatisering och författarens tolkning av Brian Cloughs 44 dagar som manager för Leeds United under inledningen av ligasäsongen 1974/1975. Filmen producerades av BBC Films och hade premiär i Storbritannien den 27 mars 2009 och i Nordamerika den 25 september samma år.
Filmen är femte gången manusförfattaren Peter Morgan och skådespelaren Michael Sheen arbetar tillsammans. Sheen spelar huvudrollen som Brian Clough.

## Rollista
- Michael Sheen som Brian Clough
- Timothy Spall som Peter Taylor
- Maurice Roëves som Jimmy Gordon
- Oliver Stokes som Nigel Clough
- Ryan Day som Simon Clough
- Peter Quinn som Bob Matthewson

Leeds United
- Colm Meaney som Don Revie
- Henry Goodman som Manny Cussins
- Jimmy Reddington som Keith Archer
- Liam Thomas som Les Cocker
- Danny Tomlinson som David Harvey
- Lesley Maylett som Paul Reaney
- Chris Moore som Paul Madeley
- John Savage som Gordon McQueen
- Mark Cameron som Norman Hunter
- Tom Ramsbottom som Trevor Cherry
- Matthew Storton som Peter Lorimer
- Peter McDonald som Johnny Giles
- Stephen Graham som Billy Bremner
- Bill Bradshaw som Terry Yorath
- Stuart Gray som Eddie Gray
- Alex Harker som Allan Clarke
- Craig Williams som Joe Jordan
- Joe Dempsie som Duncan McKenzie

Derby County
- Jim Broadbent som Sam Longson
- Brian McCardie som Dave Mackay
- Martin Compston som John O'Hare
- Colin Harris som John McGovern
- Giles Alderson som Colin Todd
- Stewart Robertson som Archie Gemmill
- Laurie Rea som Terry Hennessey
- Tomasz Kocinski som Roy McFarland